# Luciano Maggini
Pour les articles homonymes, voir Maggini.
Luciano Maggini, né le 16 mai 1925 à Seano di Carmignano, dans la province de Prato en Toscane et mort le 24 janvier 2012 à Seano di Carmignano, est un ancien coureur cycliste italien, dont la carrière se déroula à la fin des années 1940 et dans les années 1950.

## Biographie
Professionnel de 1946 à 1957, Luciano Maggini a notamment remporté sept étapes du Tour d'Italie. Son frère cadet Sergio a également été coureur professionnel.

## Palmarès
- 1945
  - 3e du Tour du Latium
- 1946
  - Giro del Casentino
  - 2e du championnat d'Italie sur route amateurs
  - 9e du championnat du monde sur route amateurs
- 1947
  - Grand Prix de Nice
  - 3e et 5ea étapes du Tour d'Italie
  - 4e de Milan-San Remo
- 1948
  - Tour de Campanie
  - 3e étape du Tour d'Italie
  - Tour de Vénétie
  - 2e de Sassari-Cagliari
  - 3e du championnat d'Italie sur route
  - 4e du championnat du monde sur route
- 1949
  - 16e étape du Tour d'Italie
  - Grand Prix de l'industrie et du commerce de Prato
  - 2e du Tour du Latium 
  - 2e du championnat d'Italie sur route
  - 3e de Milan-Modène
- 1950
  - Tour d'Émilie
  - 7e et 13e étapes du Tour d'Italie
  - 2e de Milan-Modène
  - 2e de Milan-Vicence
  - 5e du Tour d'Italie
- 1951
  - Tour de la province de Reggio de Calabre
  - 13e étape du Tour d'Italie
  - Tour d'Émilie
  - 2e du Tour de Vénétie
- 1952
  - 1rea étape de Rome-Naples-Rome
  - Tour de Romagne
  - Grand Prix de l'industrie et du commerce de Prato
  - 2e du Tour du Piémont
- 1953
  - Milan-Turin
  - GP Massaua-Fossati
  - Coppa Placci
  - Tour de la province de Reggio de Calabre
  - 2e du Grand Prix de l'industrie et du commerce de Prato
  - 2e du Tour de Vénétie
- 1954
  - Tour de Vénétie
  - 3e de Milan-Turin
- 1955
  - 2e du Tour du Latium
  - 3e de la Coppa Bernocchi

## Résultats sur le Tour d'Italie
8 participations
- 1947 : abandon, vainqueur des 3e et 5ea étapes
- 1948 : abandon, vainqueur de la 3e étape
- 1949 : 12e, vainqueur de la 16e étape
- 1950 : 5e, vainqueur des 7e et 13e étapes
- 1951 : 16e, vainqueur de la 13e étape
- 1952 : 60e
- 1953 : 58e
- 1954 : abandon